# Bacharach

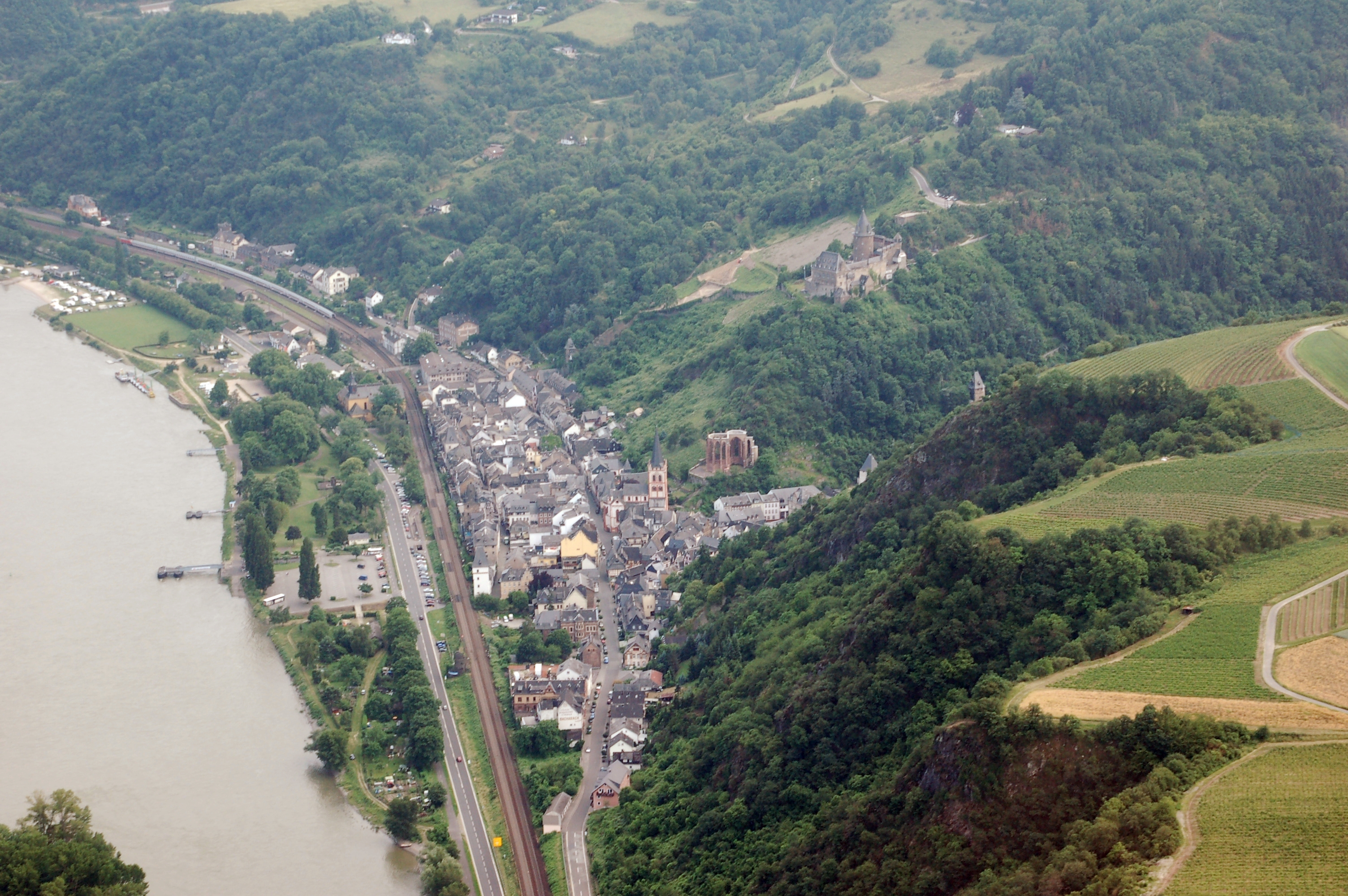
Aerial photograph 2007

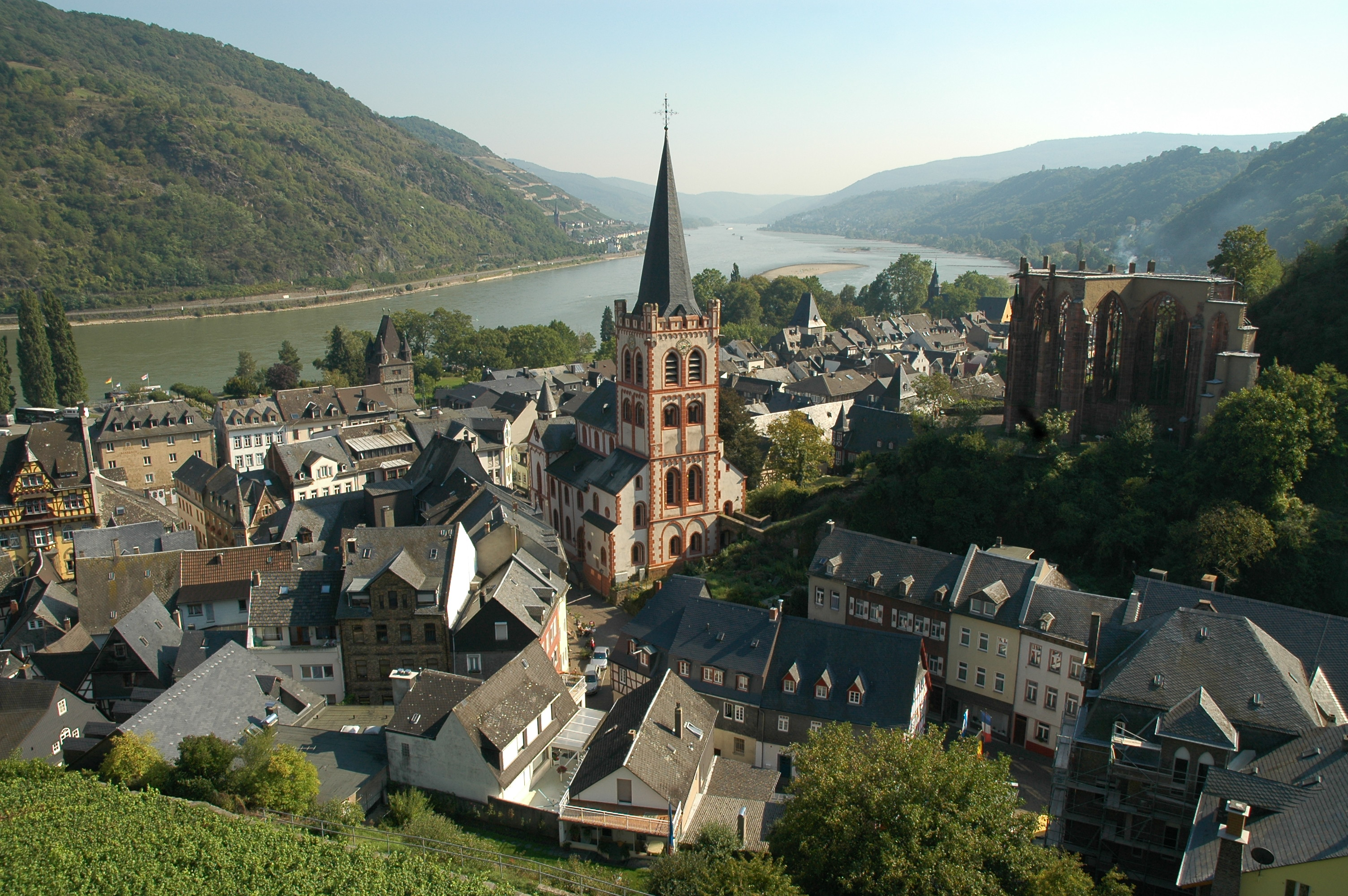
Bacharach from the Postenturm

Bacharach (cũng gọi là Bacharach am Rhein) là một đô thị ở huyện Mainz-Bingen trong bang Rheinland-Pfalz, phía tây nước Đức. Đô thị Bacharach có diện tích 23,65 km², dân số thời điểm ngày 31 tháng 12 năm 2006 là 2089 người. 
Đô thị này nằm ở Rhine Gorge, 48 km về phía nam Koblenz.